# Heterocladia
Heterocladia, rod crvenih algi smješten u vlastiti tribus Heterocladieae, dio porodice Rhodomelaceae. Postoje tri priznate vrste; tipična je morska alga H. australis.

## Vrste
1. Heterocladia australis Decaisne - tip
2. Heterocladia caudata L.E.Phillips, H.-G.Choi, G.W.Saunders & Kraft
3. Heterocladia umbellifera (Zanardini) Womersley